# علی‌اصغر آزاد
علی‌اصغر آزاد از سیاستمداران ایرانی بود، که در دوره‌  بیست و سوم بعنوان نماینده استهبان و نی‌ریز در مجلس شورای ملی حضور داشت.

## زندگی
علی‌اصغر آزاد سال ١٢٩۶ در نی‌ریز متولد شد. او در سال ١٣١١ دوران متوسطه را به پایان رساند. سپس عازم تهران شد و در رشته فيزيك و شيمی در دانشسرای عالی مدرک کارشناسی خود را با کسب رتبه اول گرفت.آزاد در سال ١٣١٧ بورسیه و به دانشگاه لوزان اعزام شد.او در عرض يک سال فوق ليسانس و دو سال و نیم موفق به اخذ دكتری در رشته فيزيك شد. 
علی‌اصغر آزاد در اواخر سال ١٣٢٠ به ايران بازگشت و با رتبه دانشياری به استخدام دانشكده علوم دانشگاه تهران درآمد. سپس كرسی الكتريسيته و الكترونيك را پايه‌گذاری و به تدريس پرداخت. 
او در سال ١٣٢٢ به رتبه استادی رسید. 
در بین سالهای ١٣٣۴ و ١٣٣۵ كه در جهان مصادف با شكوفائی علوم هسته‌ای و استفاده از انرژی اتمی بود دكتر آزاد اولين نفری بود كه از طرف دانشگاه تهران در يک دوره آموزشی مربوط به علوم هسته‌ای در آمريكا شركت كرد و در عرض يك سا‌ل‌ و نيم موفق به اخذ درجه مهندسی در علوم و فنون هسته‌ای از دانشگاه شيكاگو شد. او سپس يك دوره دو ماهه فشرده در مورد شتاب دهنده‌های ذرات  را در دانشگاه بوستون با موفقيت به پايان برده به ايران بازگشت. 
وی مسئوليت سنگين بنيانگذاری و تأسيس مركز اتمی دانشگاه تهران و ساخت راکتور اتمی را به عهده گرفت در سال ١٣۴٠ كلنگ عمليات ساختمان راكتور به زمين زده شد همچنين علی‌اصغر آزاد با كمك همكارانشان اقدام به تأسيس آزمايشگاههای الكترونيك، شيمی هسته‌ای و سنجش تابش برای مركز اتمی نمود. در سال ١٣٣٧ به سمت نماينده ايران در پيمان سنتو انتخاب شد. دكتر آزاد از طرف آژانس بين‌المللی انرژی اتمی در وين دو بار به‌عنوان رئيس شورای حكام انتخاب شد. مركز اتمی در سال ١٣۴۶ رسما آغاز بكار كرد و به مدت ١٢ سال، آزاد رياست آنرا بعهده داشت. 
وی به وجود تمام گرفتاريها هرگز كلاسهای خود را تعطيل نكرد و تا سال ١٣۶٢ كه بازنشسته شد در امر تدريس كوشا بود. آزاد در سالهای پايان عمر خود با موسسه فرهنگی «بنياد بزرگ فارسی» همكاری و دو جلد كتاب با نام «علم در جهان امروز» را از فرانسه به فارسی برگرداند. دکتر آزاد در صبح جمعه اول مرداد ١٣٧٧ دارفانی را وداع و در بهشت زهرا تهران بخاک سپرده شد. پروفسور آزاد با خانم عطيه آزاد ازدواج کرد و دارای سه فرزند است.